# Pizzo Cassana
Il Pizzo Cassana o Pizzo Casana, (in romancio Piz Chaschauna) (3.070 m s.l.m.) è una montagna delle Alpi Retiche occidentali (sottosezione Alpi di Livigno). Non è da confondere con la Punta Casana (o Punta Cassana, 3007 m s.l.m.) situata circa un km a sudest.

## Descrizione
Si trova lungo la frontiera tra l'Italia (Lombardia) e la Svizzera (Canton Grigioni).